# Хон, Герман
Герман Хон (нем. Hermann Hohn; 11 октября 1897 — 13 ноября 1968) — немецкий офицер, участник Первой и Второй мировых войн, генерал-лейтенант, кавалер Рыцарского креста с дубовыми листьями и мечами.

## Биография
Герман Хон родился 11 октября 1897 года.

## Первая мировая война
15 января 1915 года добровольцем вступил в армию, в артиллерийский полк. С декабря 1916 — унтер-офицер, с июля 1917 — фенрих (кандидат в офицеры), с октября 1917 — лейтенант. За время войны награждён Железными крестами обеих степеней.

## Между мировыми войнами
В декабре 1920 года уволен с военной службы (по сокращению рейхсвера до 100 тысяч).
Работал в финансовых учреждениях, в феврале 1933 года получил степень доктора экономики.
В сентябре 1935 года вновь поступил на военную службу, в пехоту, в звании капитана. К началу Второй мировой войны служил в штабе пограничных войск на западной границе.

## Вторая мировая война
С сентября 1939 года — в штабе 13-го армейского корпуса (на западной границе), с ноября 1939 — в штабе 72-й пехотной дивизии. Участвовал во Французской кампании.
С декабря 1940 — командир батальона 72-й пехотной дивизии (в Румынии). С 22 июня 1941 года участвовал в нападении на Советский Союз.
С августа 1941 — подполковник. Участвовал в боях на южной Украине, затем в Крыму. Был тяжело ранен.
С июля 1942 года — командир полка. Участвовал в боях в районе Ржева. 
С февраля 1943 года — полковник. Участвовал в боях в районе Орла. В апреле 1943 года награждён Золотым немецким крестом. С ноября 1943 года — командир 72-й пехотной дивизии, за бои на Украине награждён Рыцарским крестом.
С марта 1944 года — генерал-майор, награждён Дубовыми листьями к Рыцарскому кресту. В октябре 1944 года за бои в Польше награждён Мечами (№ 109) к Рыцарскому кресту с Дубовыми листьями. С января 1945 — генерал-лейтенант.
20 апреля 1945 года назначен командующим 9-м армейским корпусом. 9 мая 1945 года взят в американский плен (отпущен в 1948 году).

## Послевоенное время
Умер 13 декабря 1968 года. Был мэром города Ладенбург с 1953 по 1965 год. 